# Juan Aberle
Giovanni Enrico Aberle Sforza, más conocido como Juan Aberle (Nápoles, Italia, 11 de diciembre de 1846-San Salvador, El Salvador, 28 de febrero de 1930), fue un director de orquesta y compositor italiano que radicó en Guatemala y El Salvador. Contrajo matrimonio con Gertrudis Pérez Cáceres, con quien procreó cinco hijos: Juan Enrique, Humberto, Virginia.  Compuso la música del Himno Nacional de El Salvador.

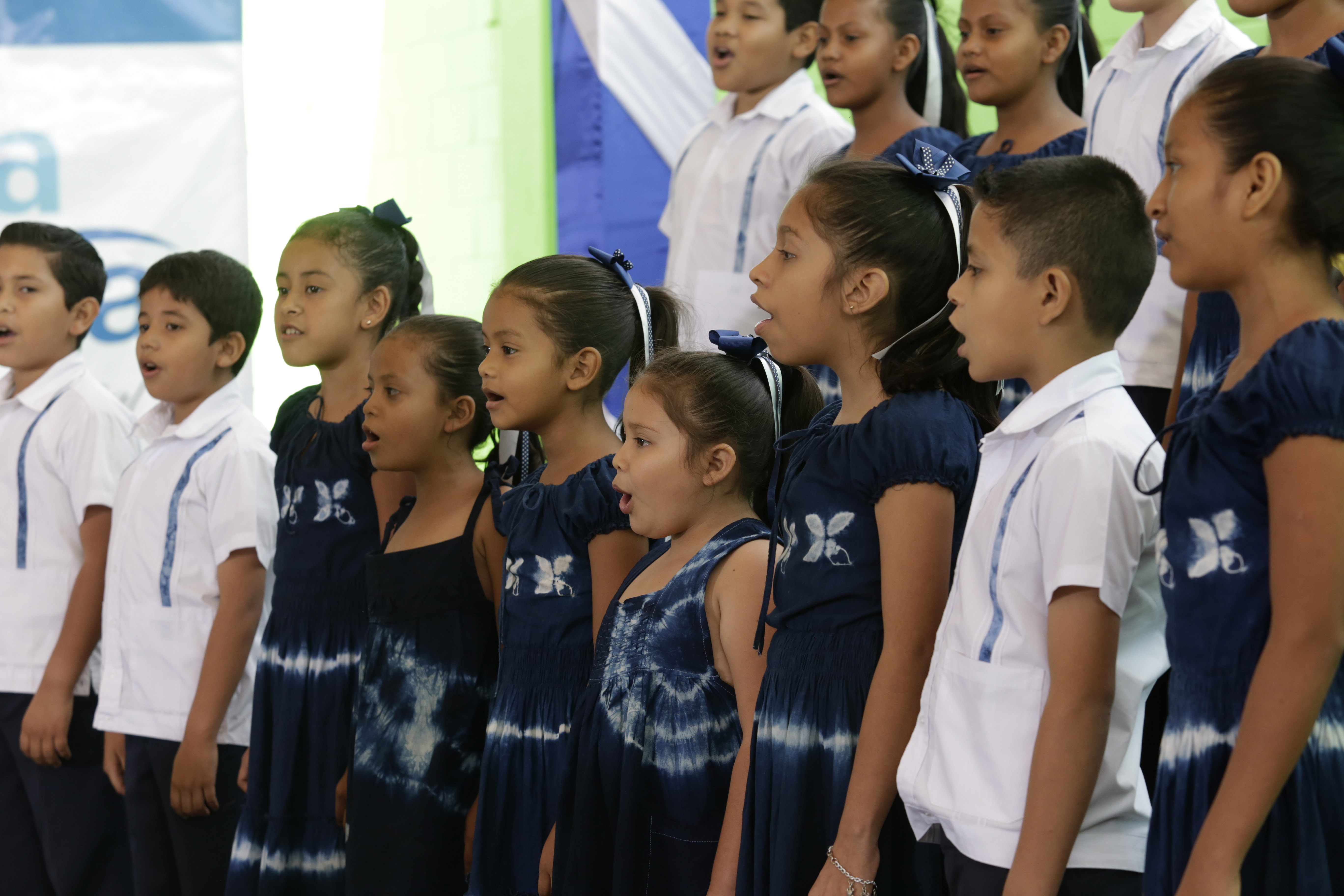
Niños salvadoreños cantan el Himno Nacional de El Salvador. Obra de Juan Aberle cual fue su Más grande legado

## Biografía
Juan Aberle nació el 11 de diciembre de 1846 en Italia. A los 11 años de edad, impulsado por su afición a la música, se inscribió en el Conservatorio Napolitano, contra la voluntad de sus padres, Heinrich Aberle y Angela Sforza. Allí adquirió conocimientos sobre el arte musical. Fue después a Nueva York, Estados Unidos, en donde tuvo el cargo público de Director de la Ópera por espacio de cinco años.
Después dispuso efectuar una gira artística por los países de América Latina. A su paso por la Ciudad de Guatemala, fundó y dirigió el Conservatorio de Música, desde 1873 hasta 1879. A su paso por este país logró avances significativos en la gestión artística musical. Fue director de la Sociedad Filarmónica de Guatemala y director fundador del Conservatorio Nacional de Música de ese país centroamericano, al cual patrocinaba de sus propios fondos pues la institución no tenía partida presupuestaria en el gobierno de Justo Rufino Barrios. 
Después fue a El Salvador y estableció la Escuela de Música. En 1892 retornó a la dirección del Conservatorio de Música de Guatemala, cargo que ejerció hasta 1896, cuando retornó a El Salvador.
Juan Aberle compuso la música original del Himno Nacional de El Salvador. En vista de sus méritos, el Estado salvadoreño le nombró Director de la Banda de los Altos Poderes, en sustitución del alemán Carlos Malhmann, quien marchó a la Primera Guerra Mundial. Por motivos de avanzada edad dejó el cargo público en 1922. Su muerte ocurrió el 28 de febrero de 1930 en El Salvador.
Su instrumento preferido era el piano. Compuso abundante música de cámara e hizo transposiciones de pasajes de ópera, destinadas al piano. Su Marcha Morazán fue declarada marcha nacional el 1 de mayo de 1882. Es autor de dos óperas: "Ivanhoe" y "Le due vendette". Escribió también un "Tratado de Armonía, Contrapunto y Fuga".
Juan Aberle era el autor de la instrumentación del Himno Nacional de El Salvador y Juan José Cañas el autor de su letra, siendo el himno compuesto en 1879; no recibieron ningún estipendio o gratificación del Estado. 23 años más tarde, en el 9 de abril de 1902, y siendo Presidente de la República el general Tomás Regalado, la Asamblea Nacional Legislativa decretó conceder medallas de oro a Juan Aberle y Juan José Cañas por parte del Jefe de Estado en reconocimiento público a su calidad de autores de la música y letra, respectivamente, del Himno Nacional de El Salvador.